# Hamadryas iphthime
Hamadryas iphthime är en fjärilsart som beskrevs av Bates 1864. Hamadryas iphthime ingår i släktet Hamadryas och familjen praktfjärilar. Inga underarter finns listade i Catalogue of Life.

## Bildgalleri

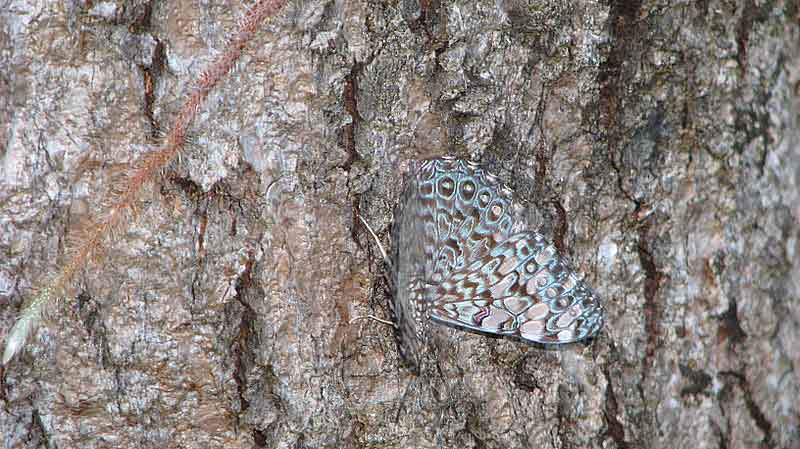
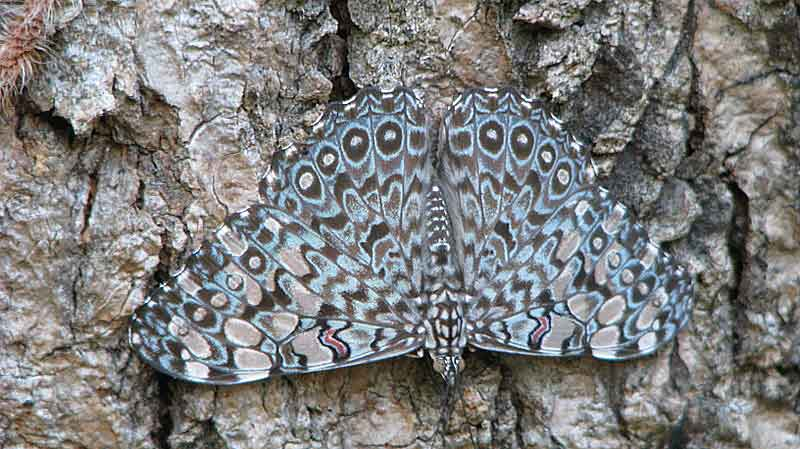
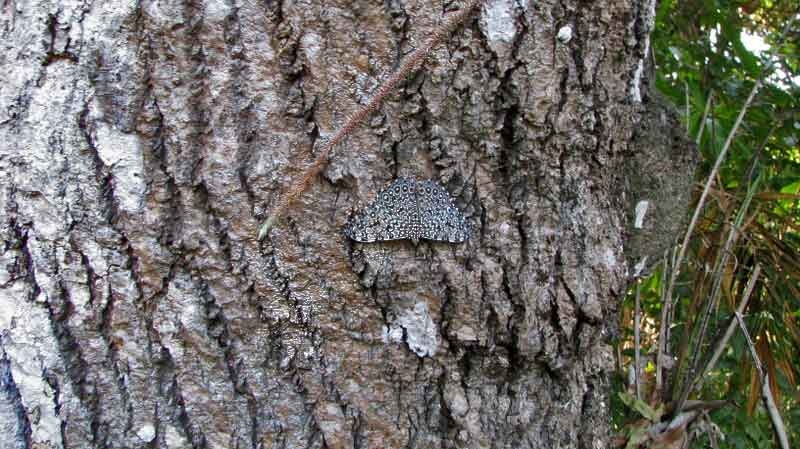
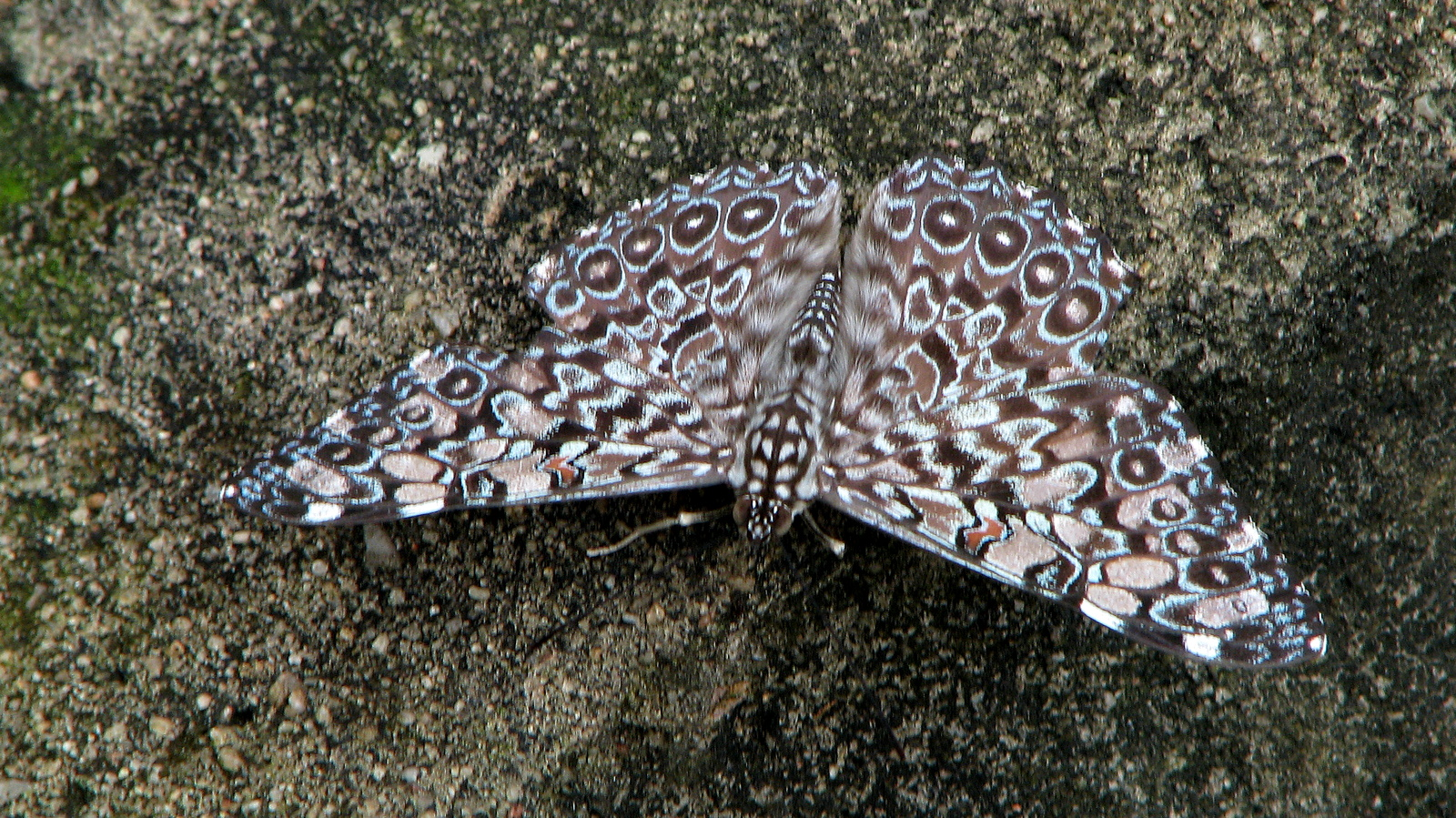
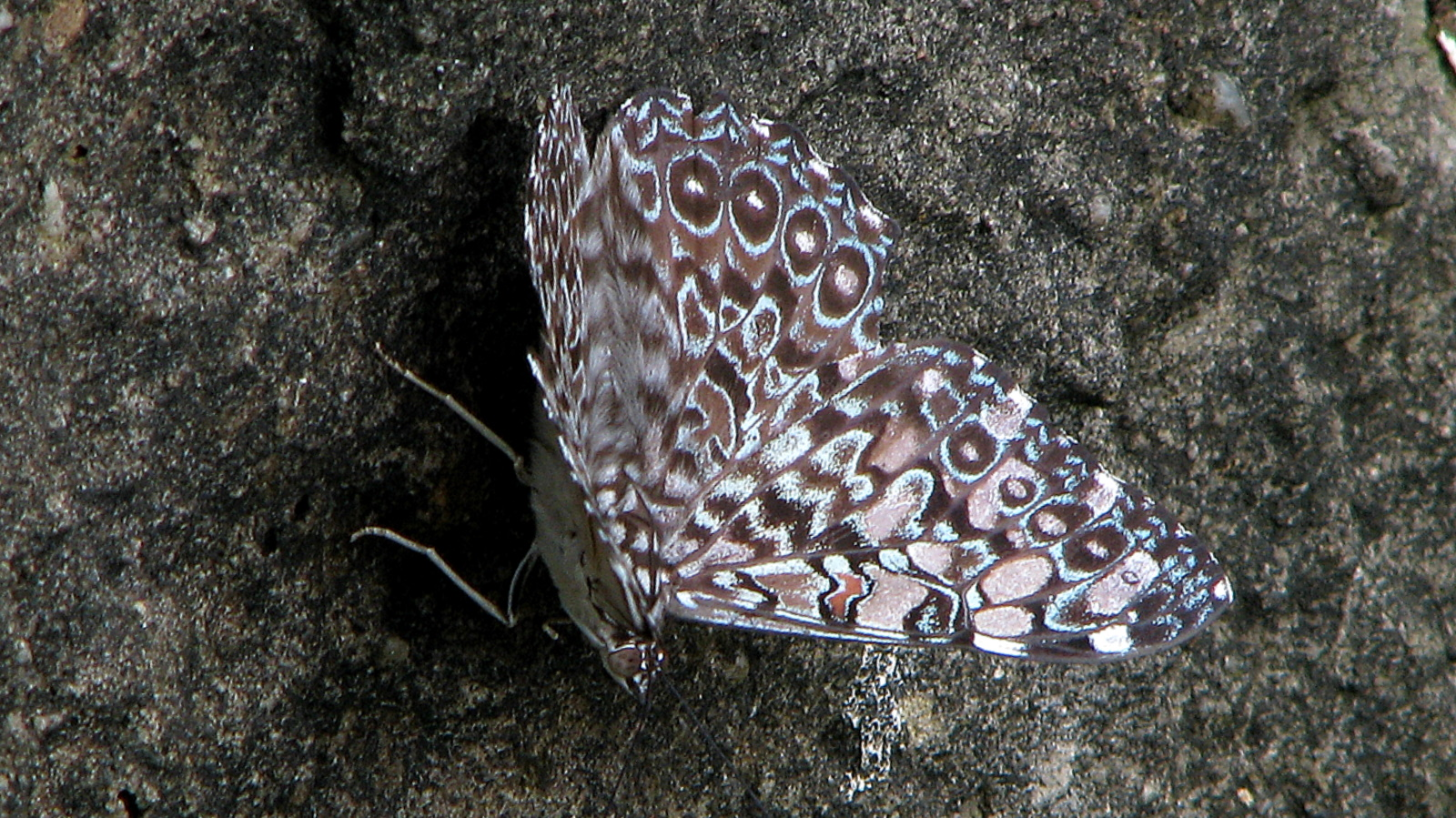
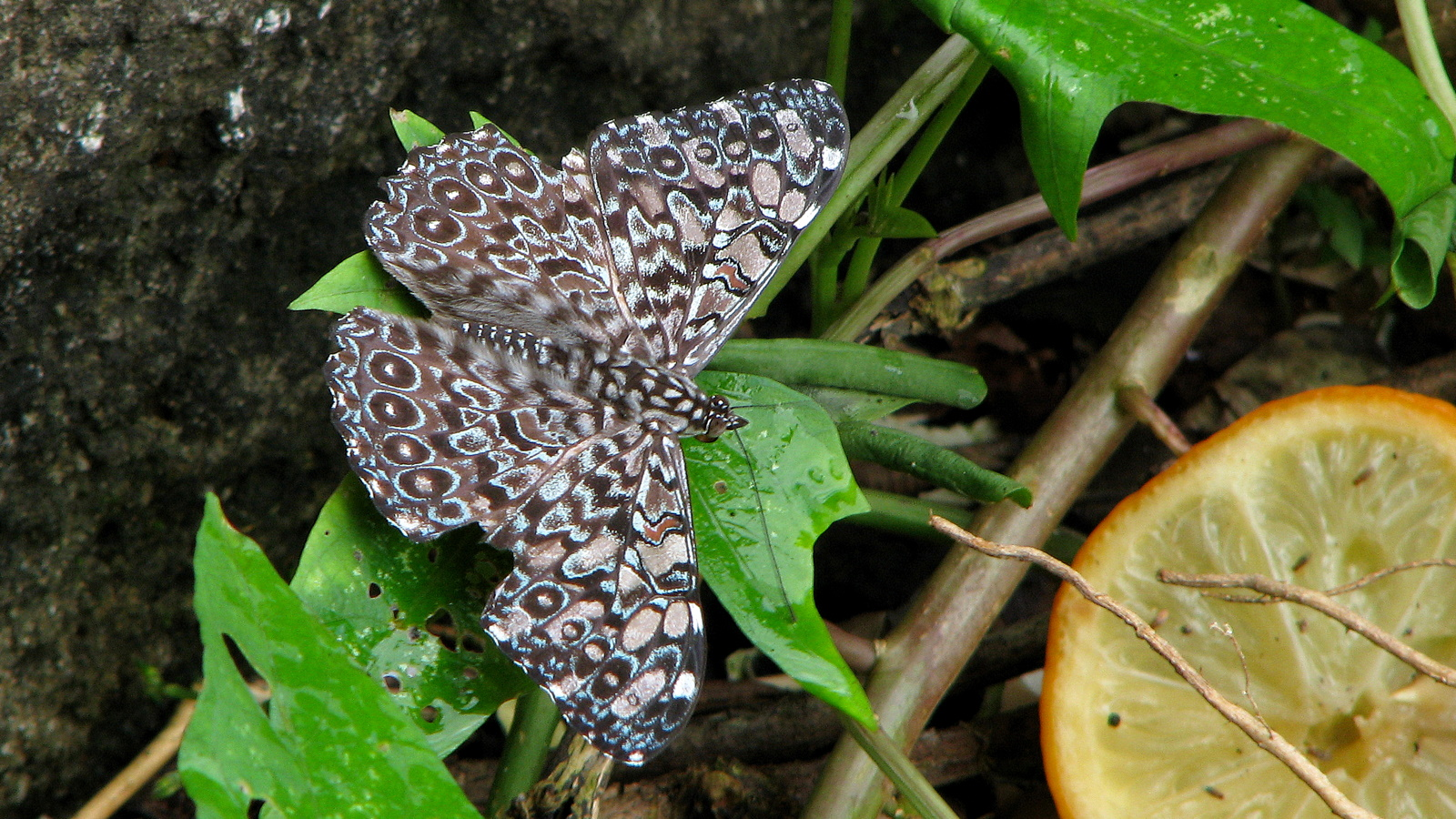